# 미하일 이바노프 (스키 선수)
미하일 페트로비치 이바노프(러시아어: Михаи́л Петро́вич Ивано́в, 1977년 11월 20일~)는 러시아의 크로스컨트리 스키 선수로 2002년 동계 올림픽 남자 50km 클래식 부문에서 금메달을 획득했다. 그는 이 경기에서 2위에 올랐으나 1위 입상자의 도핑 적발로 인해 금메달을 승계했다.